# N 2 (sous-marin)
Le N 2 est un sous-marin de la classe N, en service dans la Regia Marina lancé en 1918 et ayant servi après la fin de la Première Guerre mondiale.

## Caractéristiques
La classe N déplaçait 277 tonnes en surface et 363 tonnes en immersion. Les sous-marins mesuraient 45,9 mètres de long, avaient une largeur de 4,28 mètres et un tirant d'eau de 3,17 mètres. Ils avaient une profondeur de plongée opérationnelle de 40 mètres. Leur équipage comptait 2 officiers et 21 sous-officiers et marins.
Pour la navigation de surface, les sous-marins étaient propulsés par deux moteurs diesel Sulzer de 325 chevaux-vapeur (cv) (239 kW) chacun pour les N 1 à N 4 et Tosi de 350 cv  (257 kW) pour les N 5 et  N6 entraînant deux arbres d'hélices. En immersion, chaque hélice était entraînée par un moteur électrique Ansaldo de 200 chevaux-vapeur (147 kW). Ils pouvaient atteindre 12,5 nœuds (23,1 km/h) pour les N 1 à N 4 et 13,5 nœuds (25 km/h) pour les N 5 et N6 en surface et 8,2 nœuds (15,1 km/h) sous l'eau. En surface, la classe N avait une autonomie de 1 300 milles nautiques (2 400 km) à 8 noeuds (14,8 km/h) pour les N 1 à N 4 et 1 485 milles nautiques (2 750 km) à 8,5 noeuds (15,7 km/h) pour les N 5 et N6; en immersion, elle avait une autonomie de 45 milles nautiques (83 km) à 2 noeuds (3,7 km/h) pour les N 1 à N 4 et 50 milles nautiques (92 km) à 2 noeuds (3,7 km/h) pour les N 5 et N 6.
Les sous-marins étaient armés de deux tubes lance-torpilles à l'avant de 45 centimètres, pour lesquels ils transportaient un total de 4 torpilles. Sur le pont arrière se trouvait un canon de 76/30 mm Model 1916 pour les attaques en surface.

## Construction et mise en service
Le N 2 est construit par le chantier naval d'Ansaldo de Sestri Ponente à Gênes en Italie, et mis sur cale le 1er mars 1916. Il est lancé le 26 janvier 1918 et est achevé et mis en service le 15 décembre 1918. Il est commissionné le même jour dans la Regia Marina.

## Historique
N'étant entré en service qu'en décembre 1918, soit plus d'un mois après la fin de la Première Guerre mondiale, le N 2 ne peut accomplir aucune mission en temps de guerre.
Son premier commandant est le capitaine de corvette (capitano di corvetta) Colombo Tarò.
De 1918 à 1920, le N 2 est stationné à La Spezia, au sein de l'escadron de sous-marins local.
De 1920 à 1923, il est utilisé pour former les étudiants de l'Académie navale de Livourne.
En décembre 1923, lors de l'incident de Corfou, il est envoyé temporairement sur cette île.
Plus tard, il est affecté au Commandement de la défense maritime à Messine.
Il participe à l'exercice militaire de 1924, après quoi il est à nouveau affecté à l'Académie navale de Livourne.
Il participe à l'exercice militaire de 1927 sous le commandement du lieutenant de vaisseau (tenente di vascello) Gino Bombelli, après quoi il est désarmé.
Radié le 1er mai 1928, il est mis au rebut.